# Елевтеро Вима тис Флоринас
„Елевтеро Вима тис Флоринас“ (на гръцки: «Ελεύθερο Βήμα της Φλώρινας», в превод Свободна трибуна на Лерин) е гръцки вестник, издаван в град Лерин (Флорина), Гърция, от 1996 година.

## История
Вестникът започва да излиза на 23 септември 1996 година. Негов издател и собственик е Янис Аристид. Вестникът излиза на осем страници.